# عطاءالله سلطانی‌صبور
عطاءالله سلطانی‌صبور نمایندهٔ دورهٔ نهم مجلس شورای اسلامی و عضو سابق کمیسیون آموزش و تحقیقات مجلس شورای اسلامی از حوزهٔ انتخابیهٔ رزن در استان همدان است.